# Петрова, Ирина (легкоатлетка)
Ирина Петрова (род. 13 февраля 1974, Саратов) — российская легкоатлетка (марафон, сверхмарафон).

## Карьера
В 1992 году была победительницей стокилометровых сверхмарафонов «Дель Пассаторе» и «Кантабрия».
В 1993 году снова победы на сверхмарафонах «Дель Пассаторе» и «Кантабрия». Также завоёвывает серебро 13 Московского международного марафона мира.
В 1994 году побеждает на сверхмарафоне «Дель Пассаторе», а также получает бронзу чемпионата мира на озере Сарома в Японии.
В 1995 году 11 место на чемпионате мира в голландском Винсхотене.
В 1996 году снова побеждает на сверхмарафонах «Дель Пассаторе» и «Кантабрия», а также завоёвывает бронзу на «Pistoia-Abetone» и 6 место на чемпионате мира в Москве.